# Приозерне (Федоровський район)
Приозе́рне (каз. Приозерное) — село у складі Федоровського району Костанайської області Казахстану. Входить до складу Федоровського сільського округу.
Населення — 252 особи (2021; 403 у 2009, 458 у 1999).